# Грей, Колин Фолкленд
Колин Фолкленд Грей (англ. Colin Falkland Gray; 9 ноября 1914 – 1 августа 1995) — лучший новозеландский ас Второй мировой войны, воевавший в составе Королевских ВВС Великобритании.

## Биография
Колин Грей родился 9 ноября 1914 года в Крайстчерче (Новая Зеландия). В 1938 году вступил в Королевские военно-воздушные силы Великобритании (что примечательно, брат-близнец Колина  — Кен, вступил в RAF вместе с братом; Кен Грей погиб 1 мая 1940 года). После окончания обучения осенью 1939 года Колин был направлен в 54-ю эскадрилью RAF (англ. No. 54 Squadron RAF). Первую воздушную победу Колин Грей одержал 25 мая 1940 года, прикрывая крыло Фэйри Суордфишей, сбил немецкий Мессершмитт Bf.109 недалеко от Гравлина.
За активное участие в воздушных боях в течение следующих месяцев, 15 августа 1940 года Колин Грей был награждён крестом «За выдающиеся лётные заслуги» (DFC)). В сентябре, после участия в Битве за Британию, эскадрилья была переброшена на север для отдыха и переформирования. На этот момент на счету Колина значились 14 личных и одна совместная победы. 20 сентября 1941 года за 17 побед над противником Грей получил планку к DFC.
После нескольких переводов, в январе 1943 года Колин Грей был назначен командиром 81-й эскадрильи (англ. No. 81 Squadron RAF). После операции в Тунисе, в мае 1943 года Колин награждается орденом «За выдающиеся заслуги». В этом же время Грей становится командиром авиакрыла (англ. Wing Commander), после чего принимает участие в Итальянской кампании 1943—1945 годов. В ноябре Колин получает вторую планку к DFC.
В 1944 году Колин Грей возвращается в Британию, где назначается командиром 61-й армии Объединённого Океанического Союза (OCU), базировавшейся в Рэднале (англ. Rednal), Уэст-Мидлендс. На счету Колина были 27 побед в более чем 500 боевых вылетах.
После окончания войны Колин Грей остался на службе. Принимал участие в войне в Малайе, и вышел в отставку только в 1961 году. Грей вернулся в Новую Зеландию, где работал начальником отдела кадров в Unilever до 1979 года. Колин Грей умер 1 августа 1995 года в Вайканае (англ. Waikanae) на Северном острове.

## Награды
Кавалер креста «За выдающиеся лётные заслуги» (DFC) и дважды планок к нему;
 Кавалер ордена «За выдающиеся заслуги» (DSO).